# Albrecht Fürchtegott Schultheiss
Albrecht Fürchtegott Schultheiss (* 7. März 1823 in Nürnberg; † 14. September 1909 in München) war ein deutscher Radierer und Autor, Kupfer- und Stahlstecher sowie Zeichner.

## Leben
Schultheiss besuchte die Gewerbeschule in Nürnberg und studierte dort bei Peter Carl Geissler, später in Leipzig bei L. G. Sichling sowie in Berlin. 1850 ließ sich Schultheiss in München nieder und schuf hier einen Großteil seiner Arbeiten.

## Werke (unvollständig)
„Schultheiss war ein in weiten Kreisen geschätzter Kupferstecher und Radierer, ein Meister technisch und künstlerisch vollendeter Stiche und Radierungen. Zum Höhepunkt seines Schaffens zählt man seine Porträts von Schiller, Uhland und Brockhaus.“

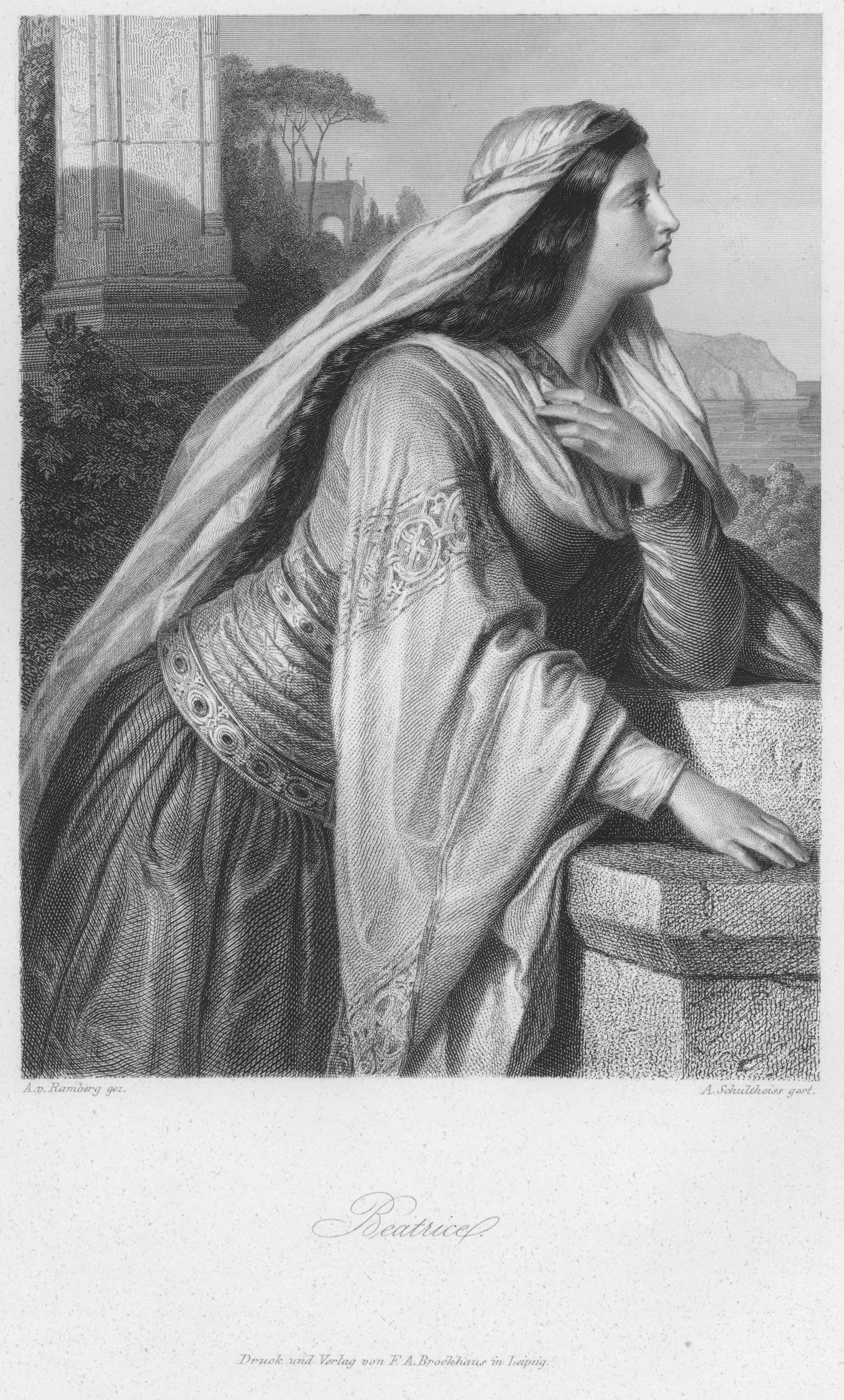
Beatrice aus der Schiller-Galerie
Stahlstich um 1859 nach Arthur von Ramberg

- Die Münchner Stadtbibliothek bewahrt zwei Kassetten mit elf Manuskripten (darunter Autobiographisches, Schriften zur Zeitgeschichte von München), biographische Dokumente (darunter ein Werkverzeichnis), drei Skizzenbücher sowie eine Radierung von 1854.[1]
- Stahlstiche sind bekannt nach Vorlagen von Friedrich Pecht und Arthur von Ramberg
  - in der 1859 erschienenen Schiller-Galerie[2]
  - in der 1864 erschienenen Goethe-Galerie[4]

## Auszeichnungen
Ohne weitere Einzelheiten gibt die Münchner Stadtbibliothek auf ihrer Webseite zu Albrecht Fürchtegott Schultheiss an: „Für sein Werk bekam er viele Ehrungen.“